# Tzoumérka-Centrales
Les Tzoumérka-Centrales (en grec : Κεντρικά Τζουμέρκα) sont un dème situé dans la périphérie d'Épire en Grèce. Le dème actuel est issu de la fusion en 2011 entre les dèmes d'Ágnanda, d'Athamánio, de Melissourgí et de Theodóriana. Le siège est la localité de Vourgaréli.
Il tient son nom de la chaîne montagneuse des Tzoumerka.